# Nino av Megrelien
Nino av Megrelien (georgiska: ნინო ბატონიშვილი), född 1772, död 1847, var en georgisk prinsessa, dotter till Kung George XII.